# Primeira Força Aérea Táctica Australiana

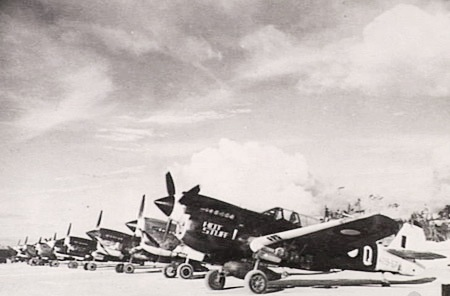
O esquadrão 78.

A Primeira Força Aérea Táctica Australiana (No. 1 TAF) foi formada em 25 de Outubro de 1944 pela Royal Australian Air Force (RAAF). A sua finalidade era fornecer uma força móvel de aviões de caça e de aeronaves de ataque  ao solo que poderiam prestar apoio ao exército aliado e às unidades navais que lutavam contra o Império do Japão. Uma de várias forças aéreas tácticas aliadas formadas durante a Segunda Guerra Mundial, foi formada a partir do Grupo Operacional N.º 10 da RAAF, estabelecido um ano antes. Após da acção nos assaltos em Aitape e Noemfoor, o grupo foi rebaptizado como a primeira força aérea táctica para reflectir melhor seu tamanho e papel. Foi atacado na moral e na liderança devido a diversas influencias no início de 1945, mas recuperou para tomar parte nas batalhas de Tarakan, Norte do Bornéu e Balikpapan. Alcançando a sua força máxima com mais de 25 000 funcionários em Julho de 1945, os esquadrões da No. 1 TAF operaram aeronaves como o P-40 Kittyhawk, Supermarine Spitfire, Bristol Beaufighter e B-24 Liberator. A formação permaneceu activa após o final das hostilidades no Pacífico, até que foi dissolvida em 24 de Julho de 1946.